# United Bank for Africa
United Bank for Africa (UBA) est une banque basée à Lagos au Nigeria. C'est une importante institution financière en Afrique avec environ 7 millions de clients, 750 succursales dans 20 pays africains.

## Histoire
En 1948, British and French Bank Limited (BFB), filiale de la Banque nationale de Crédit, démarre ses opérations au Nigeria. Le 23 février 1961, après l'indépendance du pays, la BFB devient UBA. À cette période, les banques commerciales se développent rapidement et l'état nigérian, par souci de régulation du marché, acquiert une participation majoritaire dans les 3 grandes banques du pays, dont UBA.
En 1970, la banque est listée au Nigeria Stock Exchange, première banque du pays à effectuer une offre publique d'achat.
En 1984, la banque ouvre une succursale à New York. L'année suivante, le gouvernement nigérian reproche aux banques du pays leur manque d'approche commerciale, leur obsession pour les gros profits, et la sur-utilisation du système de crédit. L'état reproche aussi à ses banques de ne pas vouloir opérer la transition vers des systèmes informatisés.
UBA est la troisième banque nigériane en 1999 et compte 208 agences au niveau national. La banque emploie 5 000 personnes et dispose d'un produit net bancaire de 10 milliards de nairas.
En 2005, UBA fusionne ses activités avec Standard Trust Bank, et fait l'acquisition de la Continental Trust Bank. La fusion avec la Standard Trust Bank est attribuée à son dirigeant Tony Elumelu. La nouvelle structure ainsi créée se lance dans un développement domestique et panafricain : en 2006, UBA absorbe Trade Bank, alors en liquidation. En 2007, 3 banques tombent sous le giron de la UBA : la City Express Bank, la Metropolitan bank, et l'African Express Bank. En 2008, UBA rachète deux autres banques en liquidation : la Gulf Bank et la Liberty Bank.
Forte de ses acquisitions, UBA s'établit dès 2008 dans plusieurs pays africains : Cameroun, Côte d'Ivoire, Ouganda, Sierra Leone, Liberia, et acquiert 51 % de la banque internationale du Burkina Faso (BIB),. En 2009, UBA démarre ses opérations au Gabon et au Tchad. Toujours en 2009, la banque ouvre un bureau de représentation à Paris.
Pour accompagner son développement africain, UBA lance en 2010 Africash, un système de transfert d'argent instantané dans n'importe quelle agence de la banque (il y en a alors 750), et Afritrade, un système de facilitation  des paiements interbancaires. Cette même année, UBA obtient sa licence de banque mobile, lui permettant ainsi de déployer des offres bancaires via téléphone portable.
En novembre 2012, l'UBA se joint à la banque européenne d'investissement (BEI) pour la création d'une initiative régionale de financement dotée d'une enveloppe de 50 millions d'euros au profit des PMI/PME dans 16 pays africains. L'UBA est chargée de rétrocéder les fonds européens aux clients admissibles dans les pays cibles.
Depuis juin 2014, les cartes de paiement délivrées par l'UBA sont acceptées par la plateforme de paiement en ligne Paypal.
En 2015, UBA annonce un produit net bancaire de 205 milliards de nairas, et une croissance de 10 % par rapport à l'année précédente.

## Implantation géographique
L'UBA est présente et opérationnelle dans les pays suivants :
- Bénin
- Burkina Faso
- Cameroun
- Tchad
- Congo Brazzaville
- République démocratique du Congo
- Côte d'Ivoire
- France
- Gabon
- Ghana
- Guinée Conakry
- Kenya
- Liberia
- Mali
- Mozambique
- Nigeria
- Sénégal
- Sierra Leone
- Tanzanie
- États-Unis
- Ouganda
- Royaume-Uni
- Zambie

## Controverses
En 2009, l'UBA New York est épinglée par les autorités financières des États-Unis pour son laxisme vis-à-vis des opérations de blanchiment d'argent ($ 197 millions de transactions douteuses) qui transitent par la succursale américaine de la banque. Déjà en 2007, la justice new-yorkaise passait un accord avec l'UBA pour passer l'éponge sur des opérations frauduleuses opérées entre 2000 et 2004, la banque nigériane s'étant vu infliger une amende de $5 millions.

## Direction
- Depuis 2016 : Kennedy Uzoka[20]
- Directeur Régional depuis 2003 : Malick Koumaré
- 2014-2016 : Phillips Uduoza
- 2005-2010 : Tony Elumelu[7]
- ...-2010 : Rachid Outlaw
- Années 1980 : Paul Ogwuma[5]